# ТЕС Нубарія
ТЕС Нубарія — теплова електростанція на півночі Єгипту в дельті Нілу, розташована за 40 км на південний схід від Даманхура та за 80 км на північний захід від Каїра.
Введена в експлуатацію у період з 2005 по 2010 роки, станція стала першою в серії потужних парогазових ТЕС, будівництво яких здійснювалось в Єгипті на початку 21 століття для подолання наростаючого енергодефіциту. При цьому до моменту завершення у другій половині 2010-х трьох гігантських станцій (ТЕС Буруллус, Нова Столиця та Бені-Суейф) Нубарія займала перше місце серед парогазових за загальною потужністю (з 2015 разом із ТЕС Гіза-Північ).
Станція складається із трьох блоків, кожен з яких має дві газові та одну парову турбіни, при цьому потужність всіх турбін однакова — по 250 МВт. Газові турбіни для перших двох блоків постачила компанія Siemens, для третього — General Electric. Що стосується парових турбін, то вони виготовлені компаніями MHI (блоки 1-2) та Alstom (блок 3).
В 2016-му компанія General Electric провела модернізацію своїх турбін, яка повинна дозволити збільшити виробництво на 6,7 % та зменшити споживання палива на 3 %.
Забір води охолодження відбувається з каналу Ель-Нубарія.
Природний газ для роботи ТЕС надходить по трубопроводам Ідку – Нубарія та Тальха – Нубарія. 